# Richie Shaffer
Richard Michael Shaffer (né le 15 mars 1991 à Charlotte, Caroline du Nord, États-Unis) est un joueur professionnel de baseball. Il joue dans la Ligue majeure de baseball en 2015 et 2016 pour les Rays de Tampa Bay comme joueur de premier but, joueur de troisième but et frappeur désigné.

## Carrière
D'abord repêché en 2009 au 25e tour de sélection par les Dodgers de Los Angeles, dont il repousse l'offre pour rejoindre les Tigers de l'université de Clemson, Richie Shaffer signe son premier contrat professionnel avec les Rays de Tampa Bay, qui en font leur choix de première ronde et le 25e athlète sélectionné au total au repêchage amateur de 2012.
Il fait ses débuts dans le baseball majeur avec les Rays le 3 août 2015. À son second match, le 4 août, il réussit son premier coup sûr dans les majeures : un circuit aux dépens du lanceur Daniel Webb des White Sox de Chicago. 
Shaffer frappe 5 circuits en 51 matchs des Rays au total lors des saisons 2015 et 2016. Avec un autre joueur de champ intérieur, Taylor Motter, il est échangé des Rays aux Mariners de Seattle le 18 novembre 2016 en retour de trois joueurs de ligues mineures : les lanceurs droitiers Andrew Kittredge et Dylan Thompson, et le joueur de premier but Dalton Kelly. Shaffer ne joue pas pour les Mariners : avant le début de la saison 2017, il est tour à tour réclamé au ballottage par les Phillies de Philadelphie, les Reds de Cincinnati et les Indians de Cleveland. 